# Saint-Jean-de-la-Croix

Saint-Jean-de-la-Croix este o comună în departamentul Maine-et-Loire, Franța. În 2009 avea o populație de 240 de locuitori.